# Stamina, Memento
Albums de Dinos
Taciturne
(2019) Hiver à Paris
(2022)
Stamina, Memento est un double album du rappeur français Dinos, sorti en deux parties entre 2020 et 2021.

## Présentation
Stamina, la première moitié du projet, sort le 27 novembre 2020, tandis que la seconde, Memento, sort le 2 juillet 2021. Dinos voit cet album comme un diptyque, une œuvre en deux parties qui se complètent et ne font qu'un. D'abord annoncé comme un simple album par l'artiste, il sous entendra cependant en interview que la virgule laissée après le titre n'est pas anodine et que cet album est « la fin d'une course et le début d'une autre course, d'où la virgule... ».
À la première parution de la tracklist, seule la collaboration avec Laylow est indiquée, dans une volonté de laisser l'auditeur découvrir les invités au fur et à mesure de sa première écoute du disque, mais aussi de « changer les modes de consommations » dans une époque marquée par la surinformation. L’album révèle ainsi de nombreux featurings, parmi lesquels Nekfeu, Da Uzi, Tayc ou Leto.
La deuxième partie de l’album, intitulée Memento, sort le 2 juillet 2021 avec en en invités Damso, Tiakola ou encore Benjamin Epps.
Trois ans après sa sortie, Stamina, Memento est certifié double disque de platine en France.

## Liste des titres
| 1.  | Diptyque                         | Twinsmatic                                  | 3:28 |
| 2.  | Moins un (feat. Nekfeu)          | Ken et Ryu                                  | 3:23 |
| 3.  | Paranoïaque                      | Heizenberg, Ken et Ryu et Chapo             | 2:44 |
| 4.  | Maman m'aime (feat. Da Uzi)      | BKH et Benjay                               | 2:41 |
| 5.  | Prends soin de toi               | Ray Da Prince et Draco Dans Ta Face         | 3:01 |
| 6.  | Je Wanda (feat. Tayc)            | DSK, Ken et Ryu, Heizenberg et Chapo        | 3:50 |
| 7.  | Césaire                          | Lossapardo, Ken et Ryu, Heizenberg et Chapo | 3:02 |
| 8.  | Demain n'existe plus             | Ken et Ryu                                  | 2:56 |
| 9.  | Le Nord se souvient (feat. Leto) | Ken et Ryu, Heizenberg et Chapo             | 3:12 |
| 10. | Corbillard                       | Heizenberg et Chapo                         | 2:25 |
| 11. | Judas (feat. Zefor, Zikxo)       | Binks Beatz et Twenty9                      | 3:13 |
| 12. | Ciel pleure (feat. Laylow)       | Ken et Ryu, Heizenberg et Chapo             | 3:18 |
| 13. | Madone                           | Heizenberg, Chapo et Ken et Ryu             | 3:23 |
| 14. | 93 mesures                       | Dolfa et Sofiane Pamart                     | 4:25 |

| 1.  | 5711                                       | Chapo, Heizenberg et Ken et Ryu | 3:05 |
| 2.  | FMR                                        | Binks Beatz                     | 3:39 |
| 3.  | Du mal à te dire (feat. Damso)             | Ken et Ryu                      | 3:27 |
| 4.  | El Pichichi                                | Packness et Ken et Ryu          | 3:36 |
| 5.  | Tulum                                      | Lossapardo et Ken et Ryu        | 2:27 |
| 6.  | Snitch                                     | Heizenberg, Chapo et Ken et Ryu | 2:55 |
| 7.  | Memento interlude (feat. Charlotte Cardin) | Ken et Ryu                      | 3:00 |
| 8.  | Prends mes lovés (feat. Tiakola)           | Heizenberg, Chapo et Ken et Ryu | 3:03 |
| 9.  | Future ex                                  | Ken et Ryu                      | 3:07 |
| 10. | Walther PP (feat. Benjamin Epps)           | Twenty9                         | 3:04 |
| 11. | Serpentaire (feat. Lossapardo)             | Lossapardo et Ken et Ryu        | 3:42 |
| 12. | Surcoté                                    | Heizenberg et Ken et Ryu        | 3:32 |

## Titres certifiés en France
- Du mal à te dire (feat. Damso) :  Diamant[3]
- Moins un (feat. Nekfeu) : Platine[3]
- 93 mesures :   Or[3]
- Je wanda (feat. Tayc) :  Or[3]
- Paranoïaque :  Or[3]
- Ciel pleure :  Or[3]

## Clips vidéos
- 27 novembre 2020 : Césaire
- 21 janvier 2021 : Paranoïaque
- 3 février 2021 : Ciel pleure (feat. Laylow)
- 23 juin 2021 : Snitch
- 13 juillet 2021 : Du mal à te dire (feat. Damso)

## Classements et certifications

### Classement par pays
| Classements                  | Meilleure position |
| ---------------------------- | ------------------ |
| Belgique (Flandre Ultratop)  | 63                 |
| Belgique (Wallonie Ultratop) | 3                  |
| France (SNEP)                | 2                  |
| Suisse (Schweizer Hitparade) | 10                 |

### Certifications et ventes
| Région        | Certification | Ventes  |
| ------------- | ------------- | ------- |
| France (SNEP) | 2 × Platine   | 200 000 |